# Simmone Mackinnon
Simmone Jade MacKinnon, née le 19 mars 1973 à Mont Isa, Queensland, Australie, est une actrice australienne.

## Biographie
Elle a été nommée aux Logie Awards en 2004 comme nouveau talent féminin la plus populaire (Most Popular New Female Talent).
Très bonne cavalière, elle aime tourner des films où elle a l'occasion de montrer ses talents.
Elle était fiancée à Jason Momoa.

## Filmographie
- 1996 : Dating the Enemy : assistante du docteur
- 1997 : Dust Off the Wings : Mel
- 1998 : Brigade des mers ("Water Rats") série télévisée
  - épisode : Epiphany (1998) : Bianca Mathias
- 1998 - 1999 : "All Saints (en)" série télévisée
  - épisode : Christmas Spice (1998) : The Stripper
  - épisode : Getting to Know You (1999) : Kimberly 'Krystal' Woods
- 1999-2000 : "Alerte à Malibu" série télévisée (24 épisodes, 1999-2000)
  - épisode : Aloha Baywatch (1999) : Allie Reese
  - épisode : Baywatch Down Under: Part 1& 2 (1999) : Allie Reese
- 1999 : Le Monde perdu ("The Lost World") série télévisée
  - épisode : Nectar (1999) : Elura
- 2001 : Attila le Hun : N'Kara/Ildico
- 2002 : Python 2 (téléfilm, 2002) : Nadia
- 2003 : La Créature des abysses (Deep Shock) : Dr. Anne Fletcher
  - Dark Waters : Robin Turner
- 2003 - 2006 : "McLeod's Daughters" série télévisée (100 épisodes, 2003-2006) : Stevie Hall
- 2006 : Submission de Jay Miracle : Dominique (également productrice)